# Julius Hallervorden
Julius Hallervorden, né le 21 octobre 1882 à Allenberg, arrondissement de Wehlau (province de Prusse-Orientale) et mort le 29 mai 1965 à Francfort-sur-le-Main, est un neurologue allemand. Il adhère au parti nazi et profite du programme nazi T4 pour développer ses recherches neurologiques. Après guerre, il n'est pas inquiété.

## Biographie
Petit-fils de médecin et fils du psychiatre Eugen Hallervorden (1853-1914), il a pour sœur cadette Margarete (de). Après des études de médecine de 1902 à 1907 à l'université de Königsberg, il obtient son doctorat en 1909 et commence sa carrière l'année suivante dans uns clinique psychiatrique privée de Berlin.
Il se spécialise en neuropathologie. Hugo Spatz, directeur de l'Institut de recherche sur le cerveau de la Société Kaiser-Wilhelm, le nomme chef du département de neuropathologie en 1938. Devenu membre du parti nazi en 1933, il est admis à effectuer sciemment une grande partie de ses recherches sur le cerveau des prisonniers exécutés. Avec Spatz, il est crédité de la découverte du syndrome de Hallervorden-Spatz ; ce syndrome est appelé, à la lumière des révélations de son passé nazi, neurodégénerescence associée à la pantothénate kinase : il ne porte plus son nom.
Son implication dans le programme nazi d'élimination des handicapés mentaux et physiques est montrée dans le documentaire français de Catherine Bernstein T4, un médecin sous le nazisme. Après la guerre, il n'est pas inquiété, bien qu'un rapport déposé comme document au procès principal de Nuremberg, document coté L 170, ait décrit les controverses suscitées par le rôle de Julius Hallervorden. Après la guerre, participant à de nombreux congrès internationaux de neurologie, il se rend en 1953 à celui de Lisbonne. À cette occasion, ressurgit le rapport du commandant Leo Alexander qui révèle comment est constituée l’exceptionnelle collection de 697 cerveaux sur laquelle s’est fondée une partie de sa réputation
.
La polémique est telle qu'il est contraint d’annuler sa participation.
Il reçoit en 1956 l'ordre du Mérite de la République fédérale d'Allemagne.